# Pinehurst (Idaho)
Pinehurst è una città degli Stati Uniti d'America, situata nello Stato dell'Idaho, nella Contea di Shoshone.